# Diagramma a scatola e baffi

Esempio di diagramma a scatola e baffi

Confronto con le funzioni di densità di probabilità

In statistica il diagramma a scatola e baffi (o diagramma degli estremi e dei quartili o box and whiskers plot o box-plot) è una rappresentazione grafica utilizzata per descrivere la distribuzione di un campione tramite semplici indici di dispersione e di posizione.

## Rappresentazione
Viene rappresentato (orientato orizzontalmente o verticalmente) tramite un rettangolo diviso in due parti, da cui escono due segmenti. Il rettangolo (la "scatola") è delimitato dal primo e dal terzo quartile, q1/4 e q3/4, e diviso al suo interno dalla mediana, q1/2. I segmenti (i "baffi") sono delimitati dal minimo e dal massimo dei valori.
In questo modo vengono rappresentati graficamente i quattro intervalli ugualmente popolati delimitati dai quartili.

### Rappresentazioni alternative
Esistono scelte alternative per rappresentare il box-plot; tutte concordano sui tre quartili per rappresentare il rettangolo ma differiscono per la lunghezza dei segmenti, solitamente scelti più corti per evitare valori troppo "estremi", che vengono solitamente rappresentati solo come dei punti. La lunghezza dei baffi è spesso impostata ad 1,5 volte lo scarto interquartile.
Comunemente i segmenti possono venire delimitati da particolari quantili, spesso della forma qα e q1-α, come q0,1 e q0,9.
Altre alternative, che tuttavia possono portare a tracciare i segmenti all'interno del rettangolo, o a farli terminare oltre i valori estremi del campione, delimitano i segmenti con:
- la media più o meno la deviazione standard;
- i valori (5q1/4-3q3/4)/2 e (5q3/4-3q1/4)/2, in modo che entrambi i segmenti siano lunghi 3/2 volte la lunghezza del rettangolo.